# Ikerre
Ikere-Ekiti, de asemenea cunoscut ca Ikerre sau Ikerre, este un oraș din Nigeria.